# バケツ

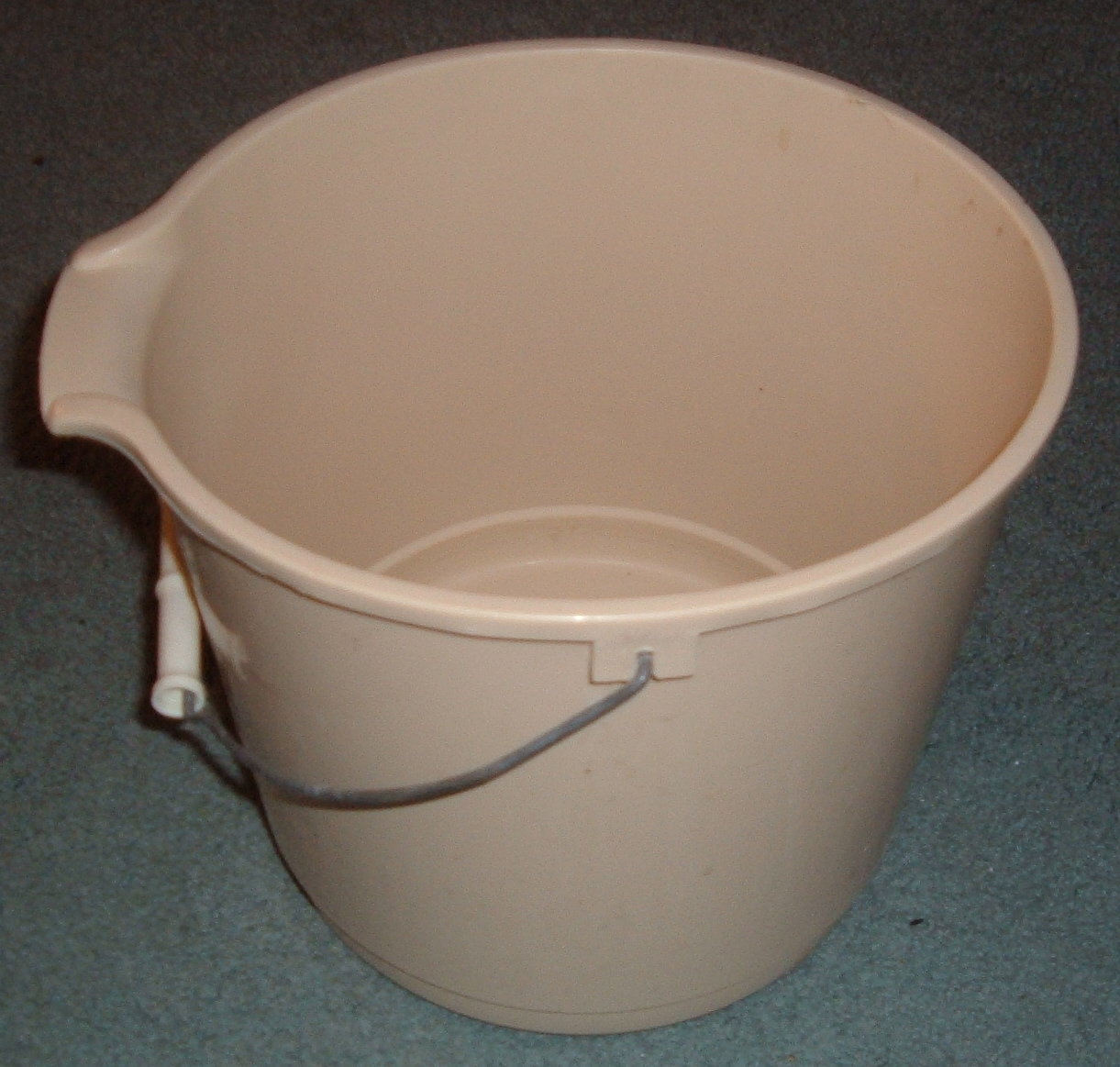
プラスチック製のバケツ

バケツ（英語: bucket、pail）とは、液体や石炭やごみなどの固形物の一時的な保管や運搬に使われる簡便な容器。上部が開放された円筒状のものが一般的で、蓋のあるものと無いものがある。用途に応じて様々な大きさ、形、材質などの製品がある。

## 利用

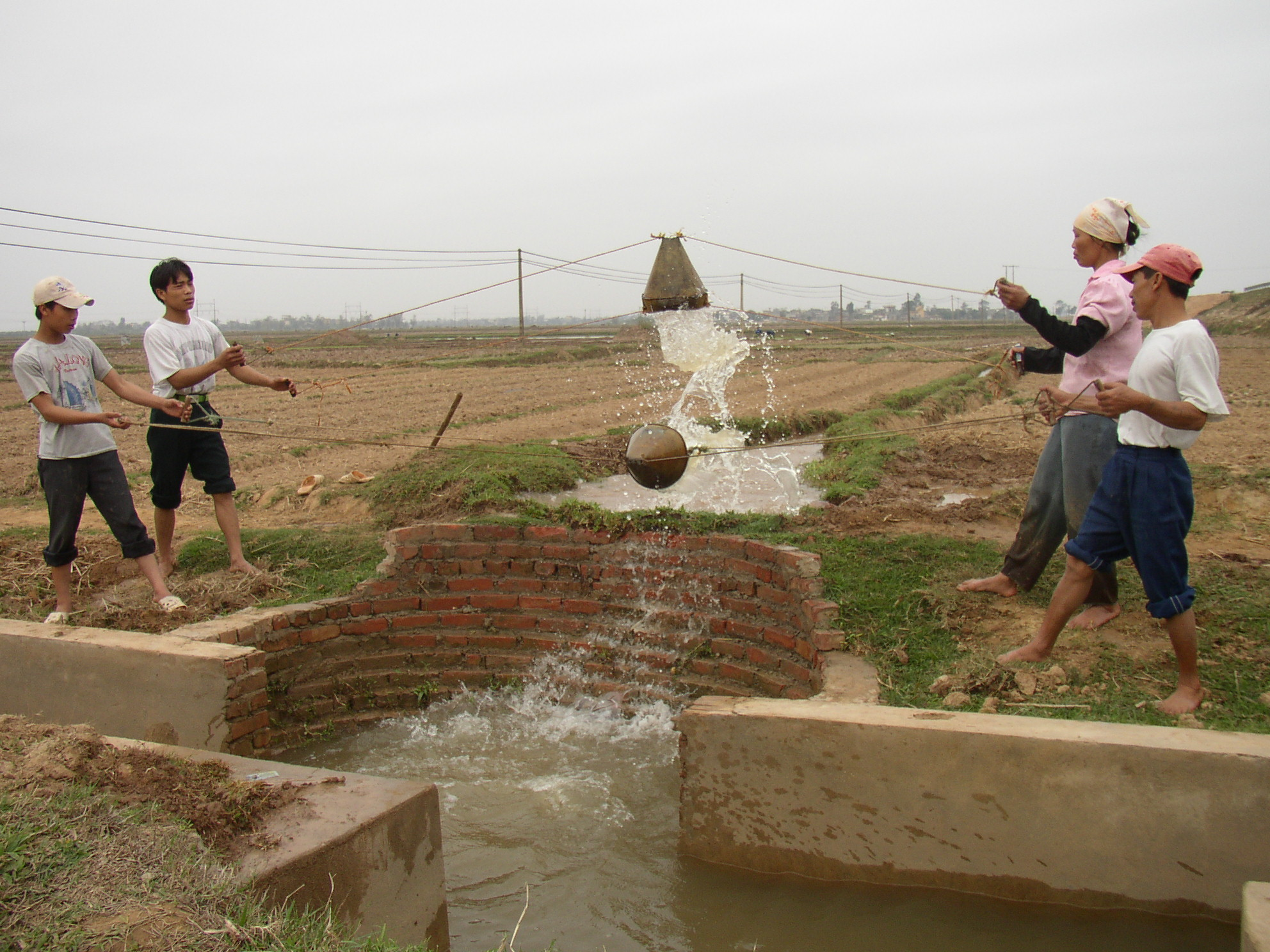
農地へ手動で水をくみ上げている様子。

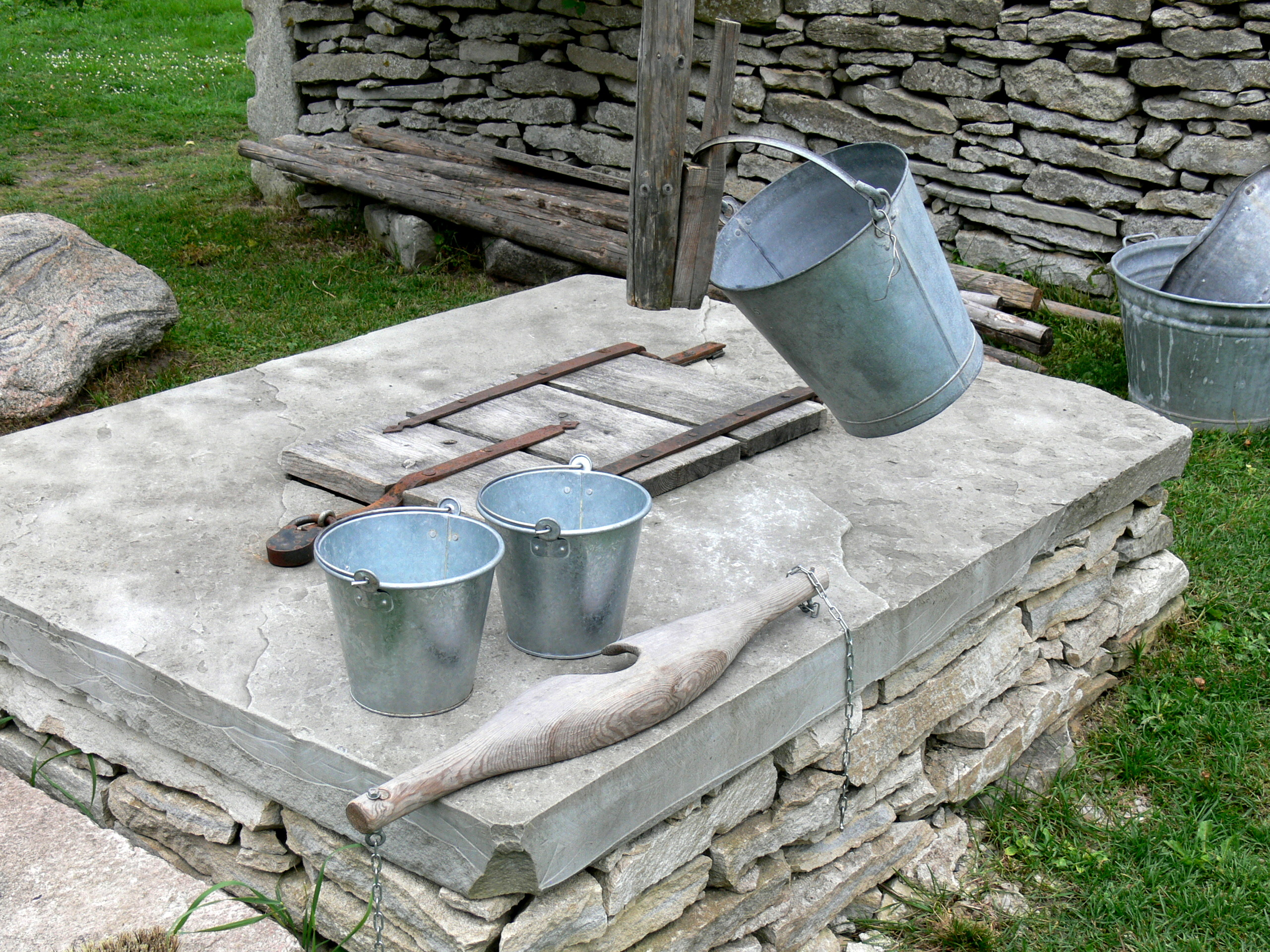
スウェーデンのゴットランド島での井戸から水くみするためのバケツ

バケツは英語のbucketに由来しており日本語の音に合わせて簡略化されたものである。
日本では近代になるまで木製の手桶や水汲み桶が使用されていたが、欧米から金属製のバケツが移入されると次第に普及し明治20年代にはバケツが国産化されるようになった。明治30年代頃までは「バケット」との表記もよくみられた。当て字として馬穴（馬尻）と書かれることがある。
バケツは簡便な容器で主に次のような用途がある。
- 液体などの運搬（清掃用、消火用[1]など）
- ゴミの保管
- 水生生物などの採集
- 生花などの保存
- 石炭などの保管、運搬
- 稲作など、植木鉢やプランターの代用
- トイレ（水道整備前、災害時[4]、坑内便所用バケツ（ドイツ語版））

## ギャラリー

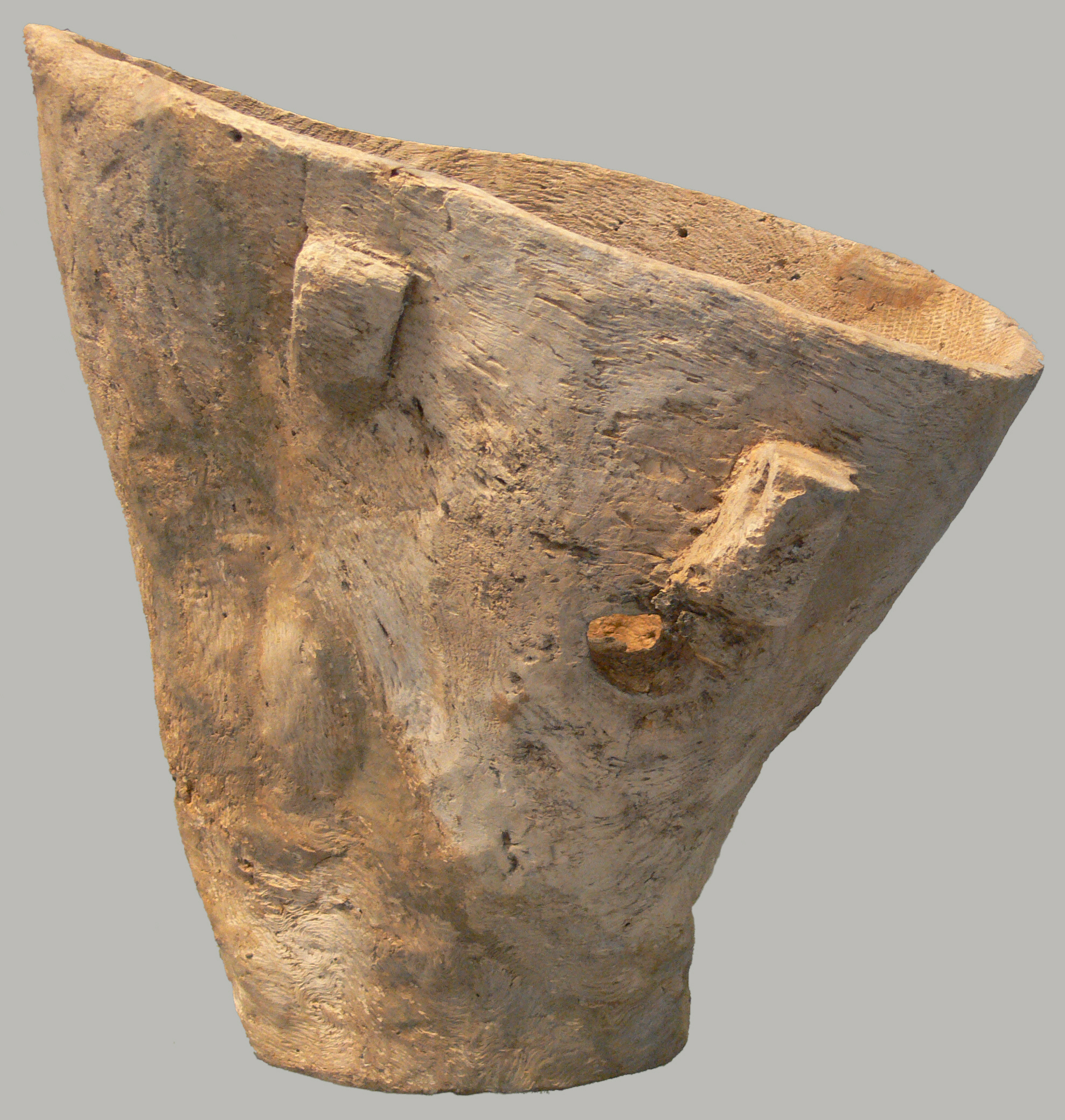
ドイツのロイテ（英語版）で発見された紀元前3700年の木製バケツ
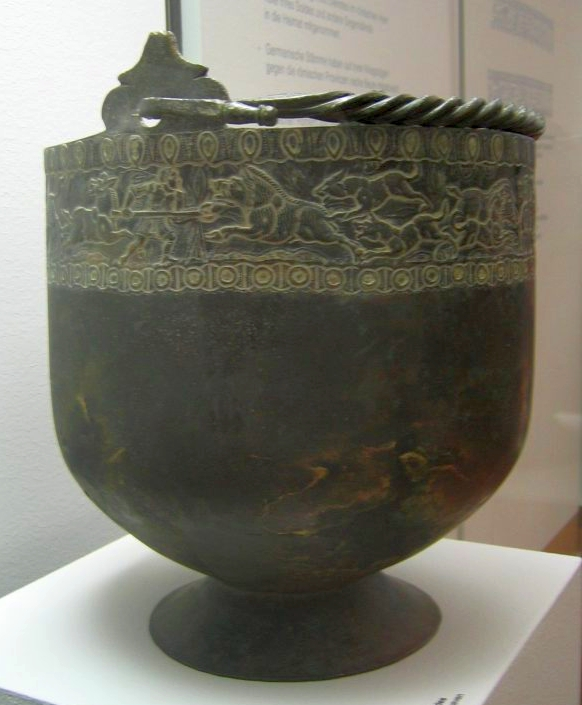
ローマ時代のドイツで使われていた青銅器。
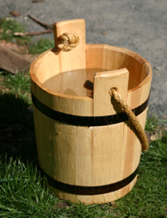
桶
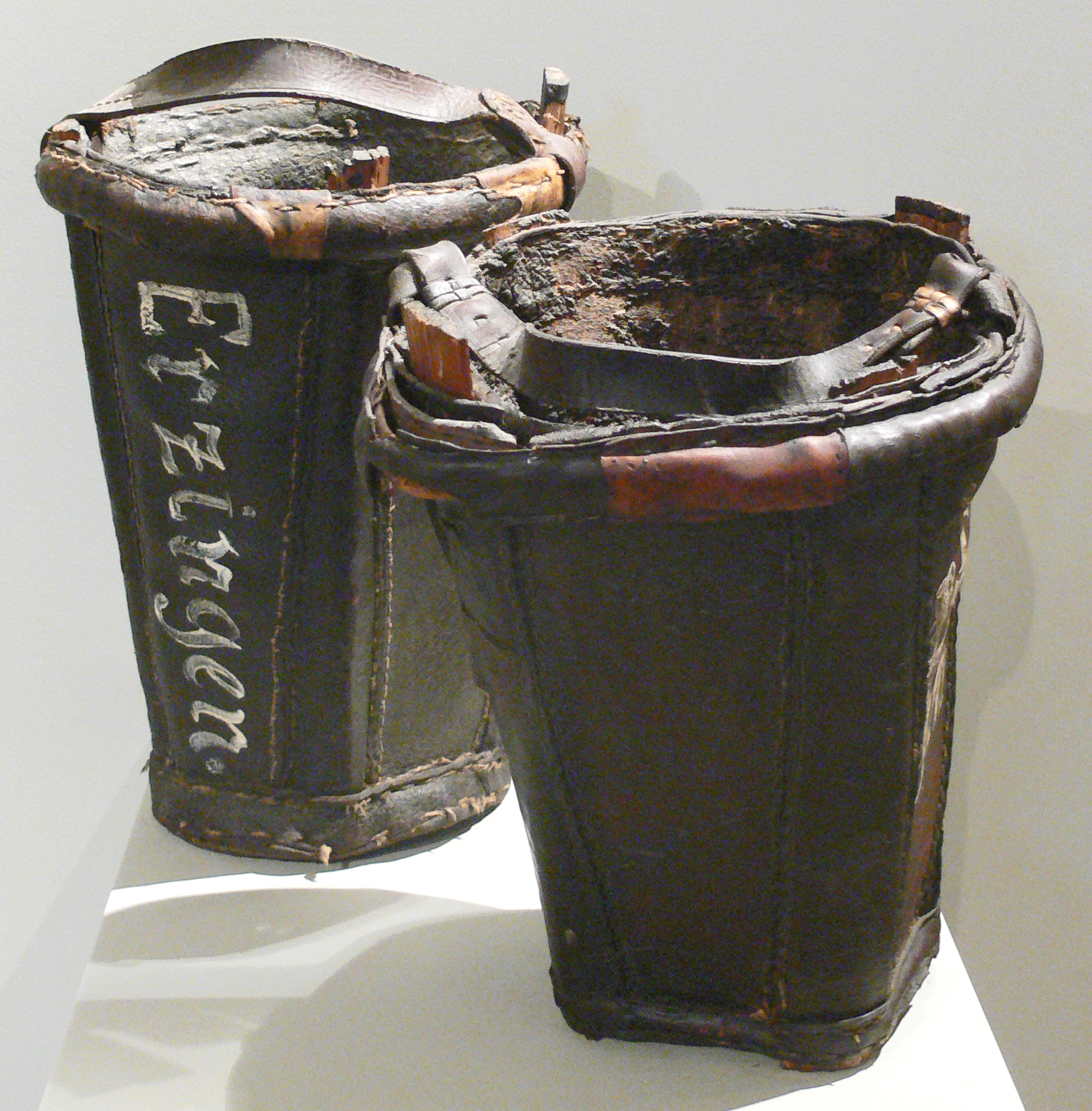
19世紀にドイツで使われていた革製の消火バケツ。
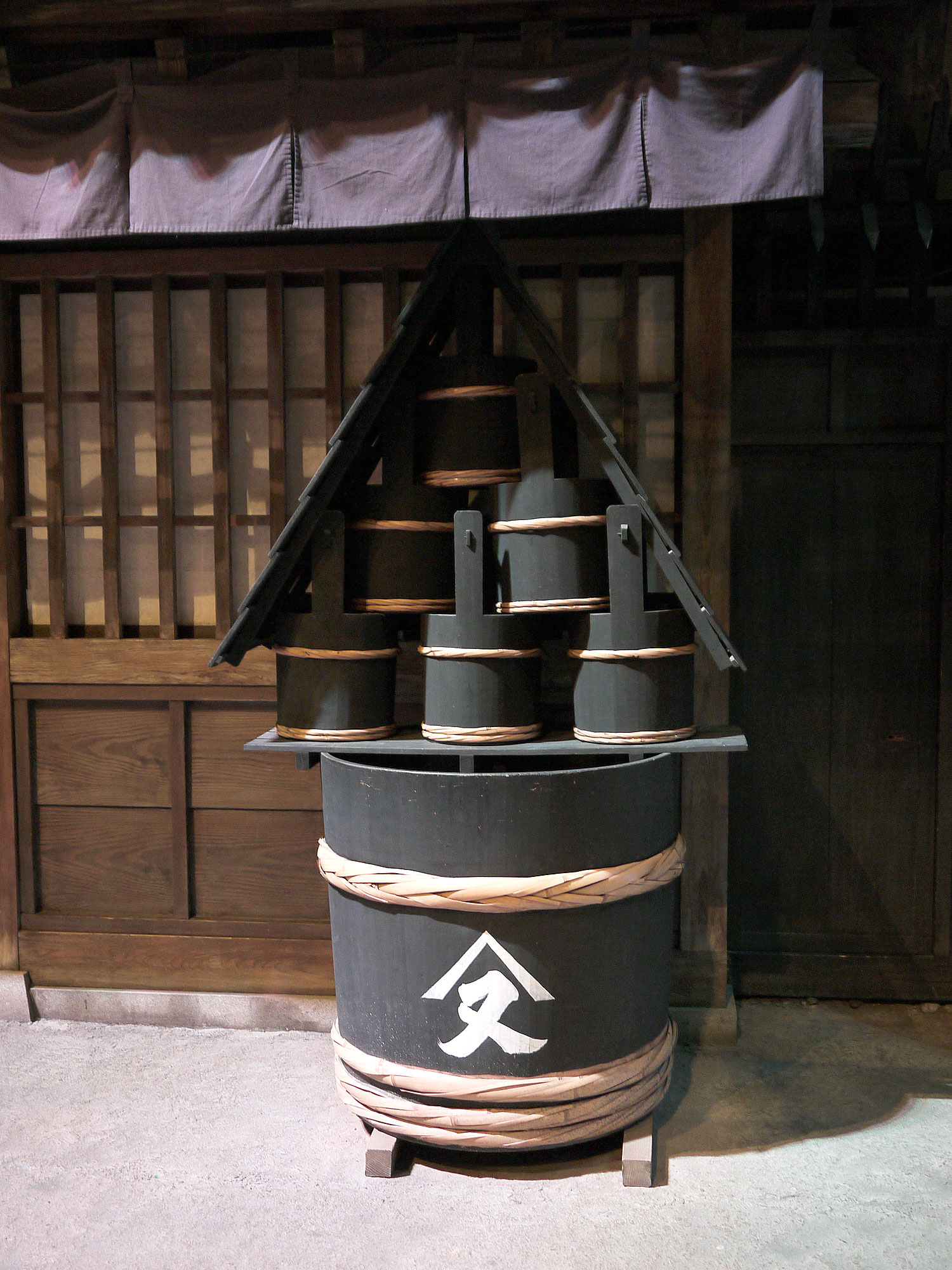
江戸時代の消火用手桶と天水桶
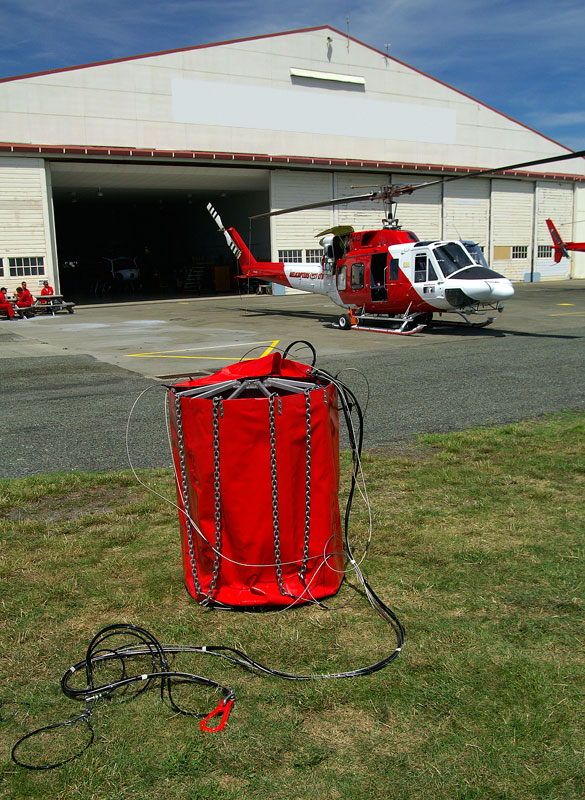
空中消火用水のう（英語版）
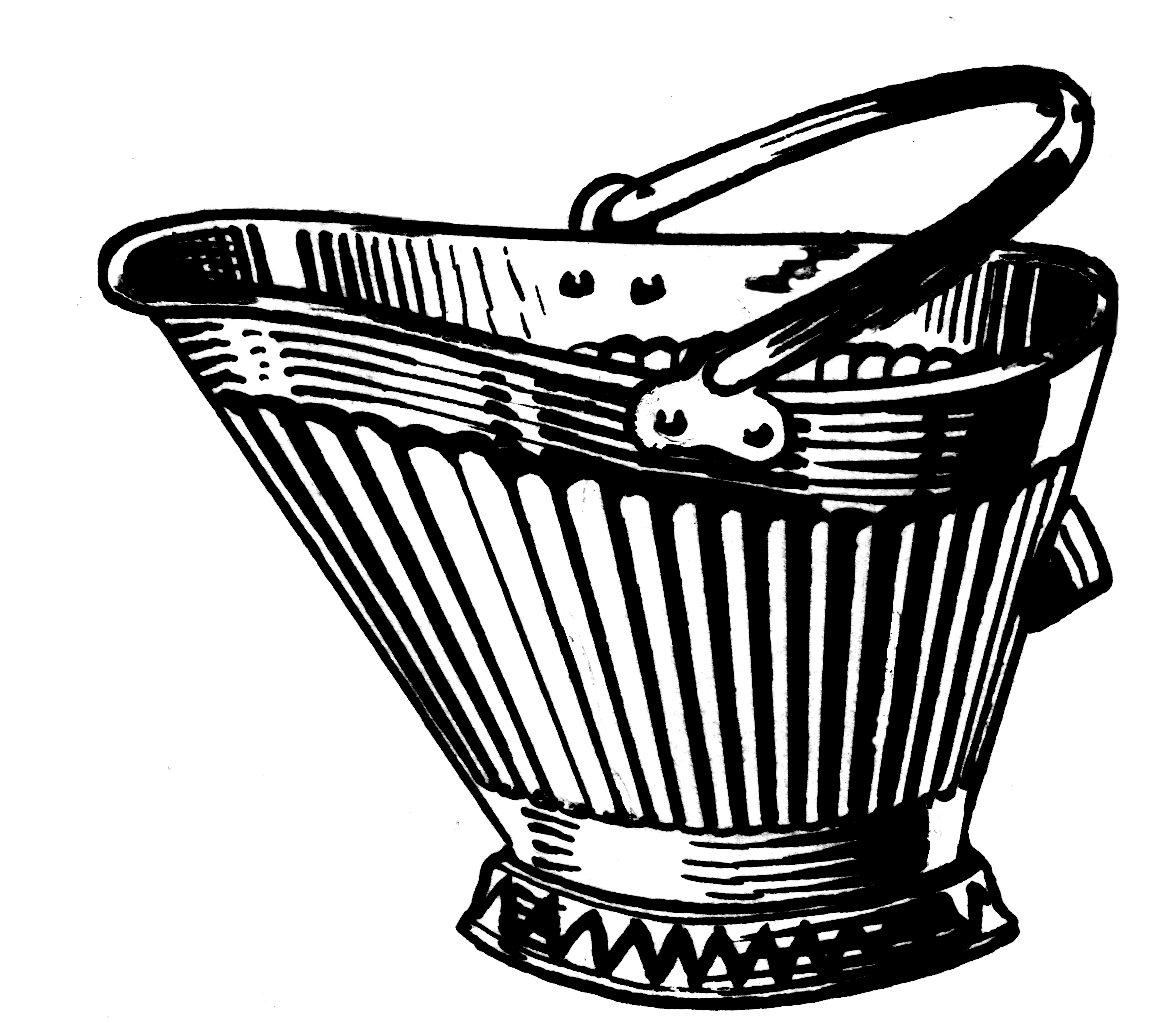
石炭バケツ（英語版）
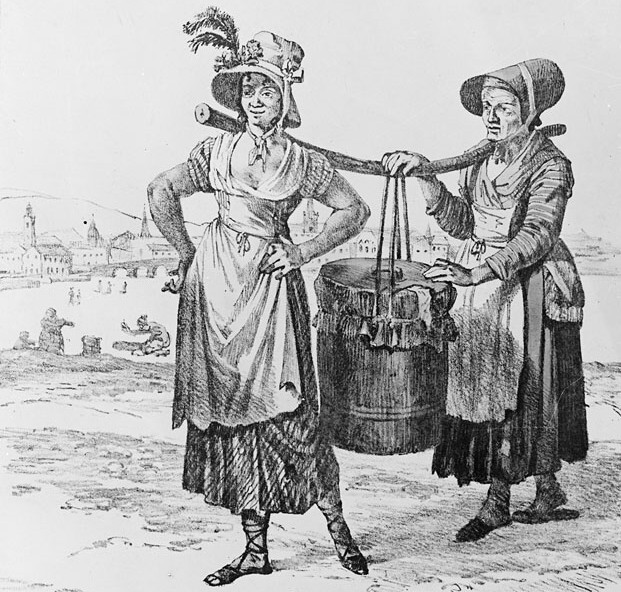
トイレのバケツを運ぶ様子。
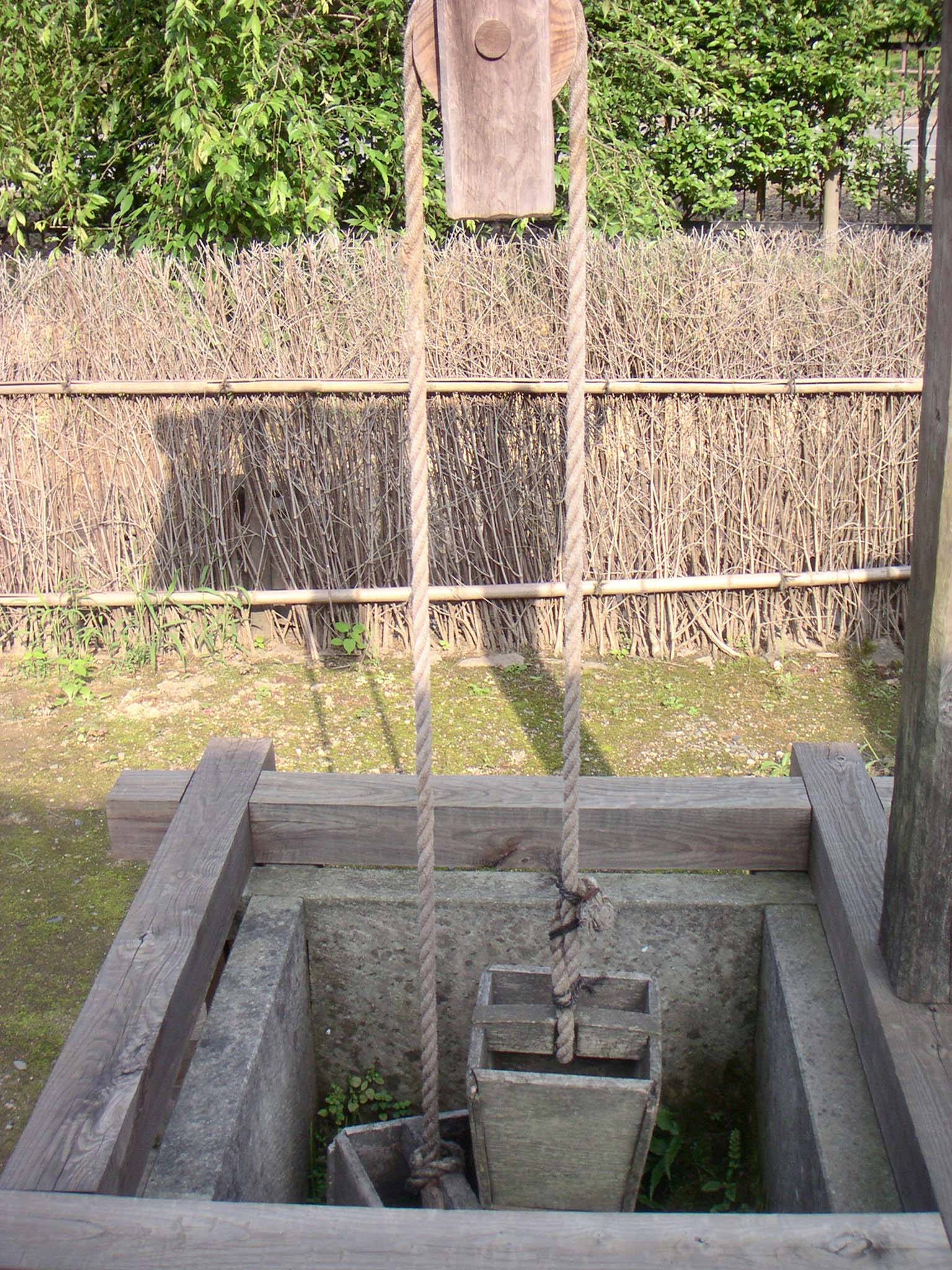
井戸桶
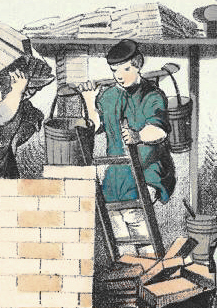
19世紀のレンガ職人がバケツを運ぶ様子

## 材質
- プラスチック（ポリエチレン、ポリプロピレン、ポリカーボネート）
1961年（昭和36年）、セキスイから「ポリバケツ」が発売され[5]、そのまま一般名称となった。なお、「ポリバケツ」は積水テクノ成型（積水化学工業子会社）の登録商標（第580318号ほか）である。
- 金属（トタン、ステンレス）
- ゴム
ゴムバケツ。ラバーバケツ。衣類カゴなどとしても用いられる。
- 布
布バケツ。耐水加工を施した厚手の布を用いる。折り畳むことができるため、消火用バケツなどに用いられる。

## バケツリレー

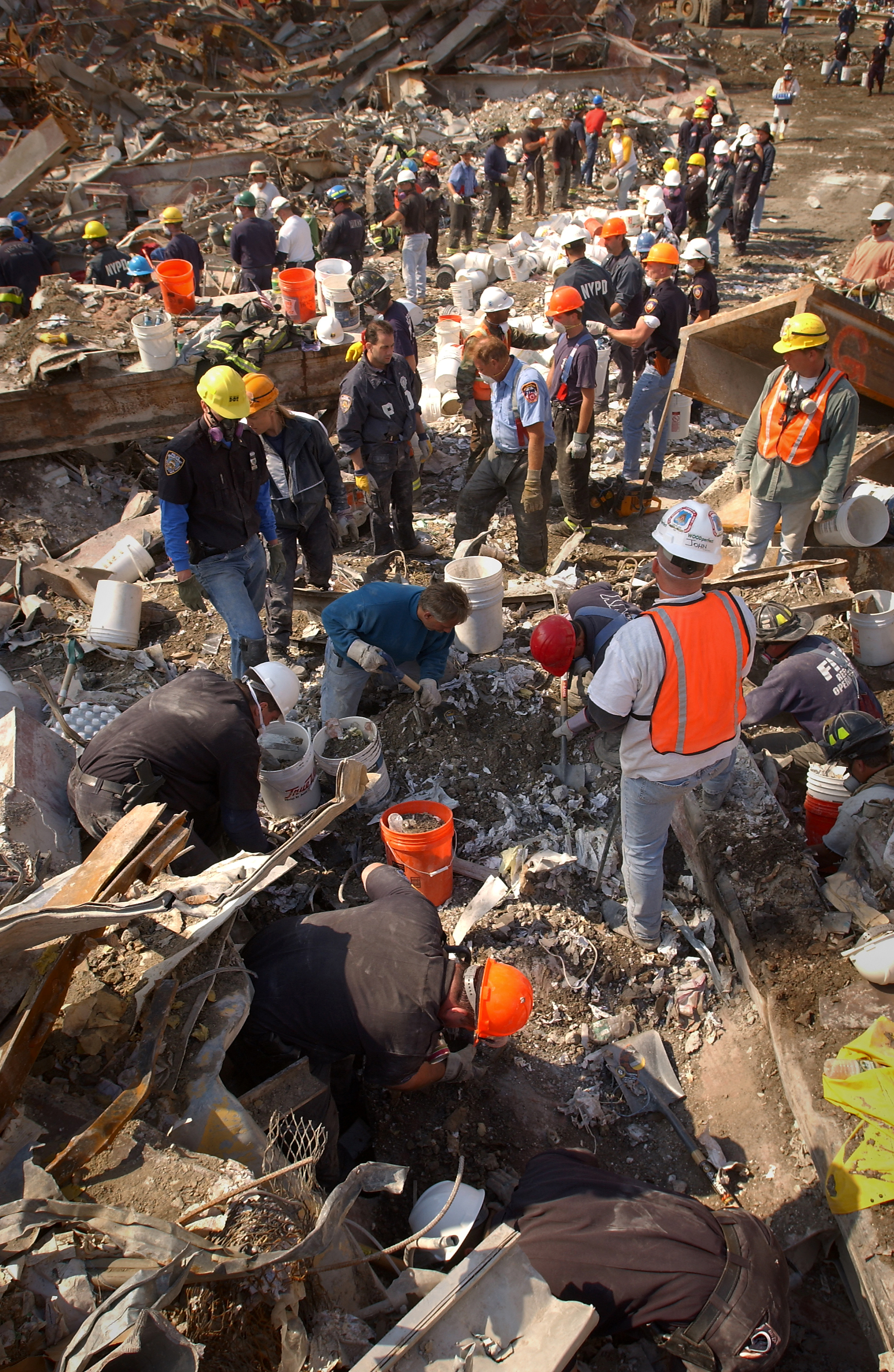
アメリカ同時多発テロ事件時のバケツリレー

バケツリレーとは、人が列を成して並び、水などの入ったバケツを隣の人に順番に受け渡すことで輸送する方法である。一人がバケツを持って直接運ぶよりも効率が良いとされるので、火災の消火などの際に行われる。バケツリレーには下記のようなコツがあり、効率良く行なうには、知識と訓練が必要である。
- バケツの内容は半分強まで[6]。それ以上入れるとこぼれる。
- バケツを持ち歩く際は、柄を身体の進行方向と平行に持つ[6]。垂直に持つと、柄が脚に当たって運びづらい。
- 人員整列時は一様の方向を向くのではなく、交互に向き合うようにジグザグに並び、斜め前から受け取り、斜め前に渡せるように配置する。
- 柄の頂点を持つ人員と、柄の付け根を持つ人員を交互に配置する[6]。全員が頂点を持つと、受け渡し時に持ち手が重複して落としやすい。

## バケツに関する表現
- 非常に強い雨を『バケツをひっくり返したような雨』と呼ぶことがある。
- バケツパフェは非常に大きなパフェ。実際にバケツに盛られることもある。同様にして、バケツプリンも存在する。
- イタリアのRAIラジオ2が主催するセリエAの年間最悪選手賞はビドーネ・ドーロ、「金のバケツ賞」という名前である。

## 備考

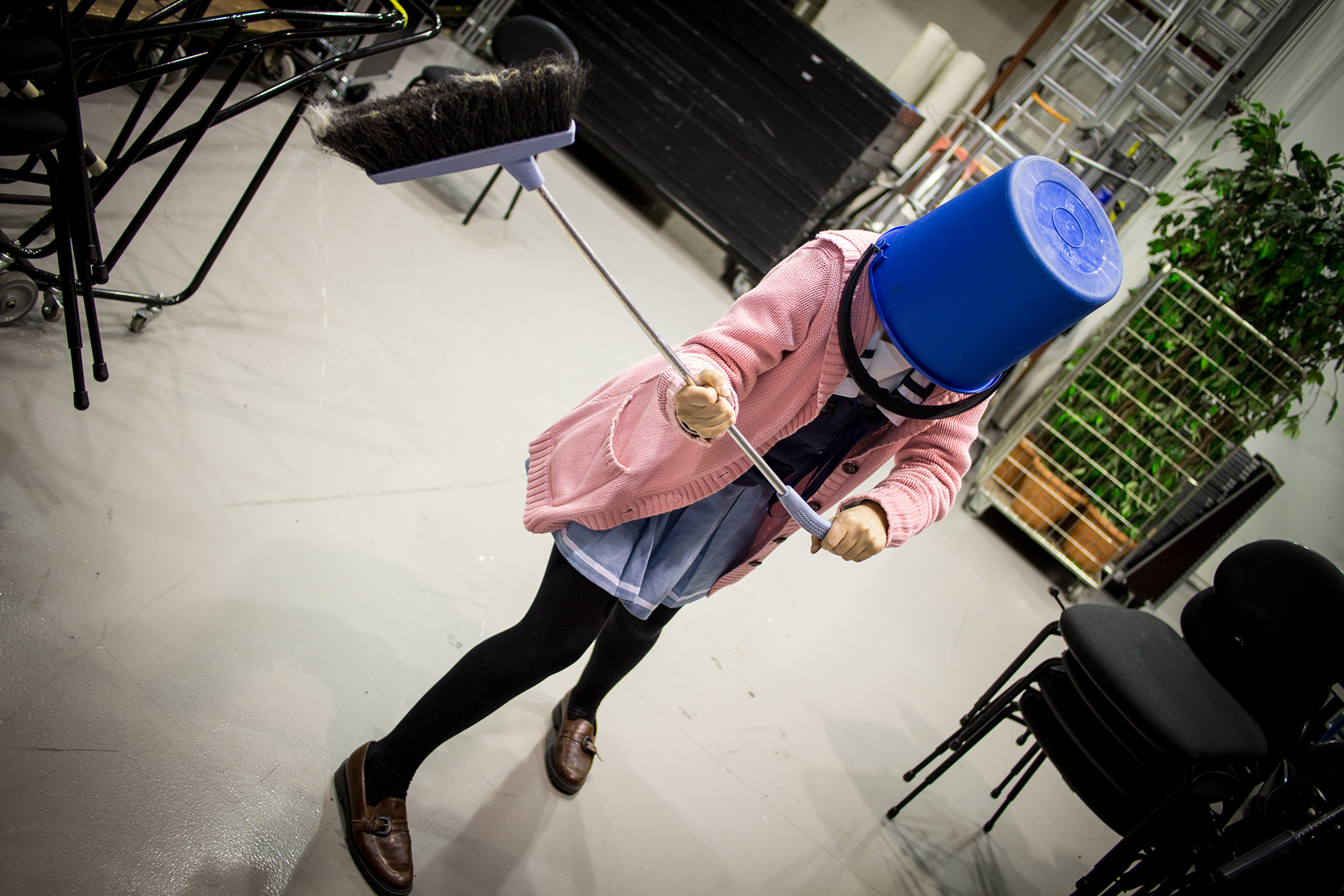
バケツを被って遊ぶ少女

- 逆さにしたバケツを頭に被ると目隠しになる。1993年に発売された任天堂のスーパーファミコン用ゲームソフト『マリオとワリオ』は、プレイヤーがマウスを操作し、バケツ等で目隠しをされたマリオたちをゴールまで導くという作品である[7]。
- 逆さにしたバケツを頭に被って歌を歌うと、自らの歌声が聞こえやすくなることにより、歌唱力の向上が見込めるといわれている[8][9]。
- 1999年9月30日に起きた東海村JCO臨界事故では、危険な放射性物質である粉末ウラン化合物を溶解する工程を、正規の手順ではないバケツを用いた手作業で行っていたことが問題となった。